# Be Kind
Singles par Marshmello
Been Thru This Before
(2020) Come & Go (en)
(2020)
Singles par Halsey
The Other Girl (en)
(2020) Life's a Mess (en)
(2020)
Clip vidéo
[vidéo] « "Be Kind », sur YouTube
Be Kind est une chanson du disc jockey et producteur Marshmello et de la chanteuse Halsey sortie le 1er mai 2020.

## Historique
Le 29 avril 2020, Marshmello et Halsey postent sur leurs réseaux sociaux une vidéo d'une durée de sept secondes mettant en scène une fleur. Il s'agit de la version animée de la pochette du single.
La chanson Be Kind sort le 1er mai 2020. Ce titre est la première collaboration entre Marshmello et Halsey. Une lyric video est postée le même jour.
Une semaine plus tard, les artistes s'associent à l'entreprise américaine Postmates pour une campagne publicitaire nommée « BeKind ». Durant une semaine, ils proposent aux utilisateurs de l'application d'offrir des pourboires aux livreurs employés par l'entreprise.

## Accueil commercial
Aux États-Unis, Be Kind se classe à la vingt-neuvième place du Billboard Hot 100 la semaine de sa sortie. Elle est la chanson la plus ajoutée aux playlists des radios pop américaines cette semaine-là.
En Australie, le titre entre dans le top singles le 11 mai 2020 à la seizième place, ce qui est le meilleur démarrage de la semaine. Il gagne une place la semaine suivante et atteint la quinzième position du classement. Il se classe également à la deuxième place du classement dance australien.
Be Kind débute à la quarante-cinquième place du UK Singles Chart. Le single gagne cinq places la semaine suivante et se classe quarantième. En Irlande, la chanson débute à la vingt-cinquième place avant d'atteindre la vingt-deuxième position du classement la semaine suivante.

## Classements
| Classement (2020)                              | Meilleure position |
| ---------------------------------------------- | ------------------ |
| Allemagne (GfK Entertainment)                  | 54                 |
| Allemagne (Top 20 Dance-Charts)                | 7                  |
| Australie (ARIA)                               | 15                 |
| Australie (ARIA Dance)                         | 2                  |
| Autriche (Ö3 Austria Top 40)                   | 33                 |
| Belgique (Flandre Ultratip Bubbling Under 100) | 1                  |
| Belgique (Wallonie Ultratip Bubbling Under 50) | 4                  |
| Brésil (Top 100 Brasil (en))                   | 53                 |
| Canada (Hot 100)                               | 18                 |
| Canada (AC)                                    | 42                 |
| Canada (All-Format)                            | 15                 |
| Canada (CHR/Top 40)                            | 10                 |
| Canada (Digital Songs)                         | 6                  |
| Canada (Hot AC)                                | 13                 |
| Écosse (OCC)                                   | 18                 |
| Émirats arabes unis (Radiomonitor)             | 5                  |
| Estonie (Eesti Ekspress)                       | 23                 |
| États-Unis (Hot 100)                           | 29                 |
| États-Unis (Adult Pop Songs)                   | 17                 |
| États-Unis (Dance/Mix Show Airplay)            | 3                  |
| États-Unis (Digital Songs)                     | 5                  |
| États-Unis (Pop Airplay)                       | 15                 |
| États-Unis (Radio Songs)                       | 37                 |
| États-Unis (Streaming Songs)                   | 30                 |
| États-Unis (Rolling Stone Top 100 (en))        | 22                 |
| Global 200                                     | 84                 |
| Global Excl. U.S.                              | 90                 |
| Grèce (IFPI Greece)                            | 27                 |
| Hong Kong (Metro Radio (en))                   | 9                  |
| Hongrie (Rádiós Top 40)                        | 2                  |
| Hongrie (Single Top 40)                        | 17                 |
| Hongrie (Stream Top 40)                        | 22                 |
| Irlande (Irish Singles Chart)                  | 22                 |
| Italie (FIMI)                                  | 66                 |
| Japon (Hot 100)                                | 74                 |
| Lettonie (Latvijas Top 40 (en))                | 8                  |
| Liban (The Official Lebanese Top 20)           | 14                 |
| Lituanie (AGATA)                               | 18                 |
| Norvège (VG-lista)                             | 29                 |
| Nouvelle-Zélande (RMNZ)                        | 37                 |
| Pays-Bas (Nederlandse Top 40)                  | 13                 |
| Pays-Bas (Single Top 100)                      | 34                 |
| Portugal (AFP)                                 | 60                 |
| Roumanie (Airplay 100)                         | 45                 |
| Royaume-Uni (UK Singles Chart)                 | 33                 |
| Singapour (RIAS (en))                          | 3                  |
| Slovaquie (IFPI Rádio)                         | 39                 |
| Slovaquie (IFPI Singles Digitál)               | 45                 |
| Slovénie (SloTop50)                            | 26                 |
| Suède (Sverigetopplistan)                      | 48                 |
| Suisse (Schweizer Hitparade)                   | 46                 |
| Tchéquie (IFPI Rádio)                          | 1                  |
| Tchéquie (IFPI Singles Digitál)                | 34                 |